# Soft Sheen
Soft Sheen é uma empresa americana de cosméticos.
A sua linha de produtos Care free curl linha fez muito sucesso na década de 1980 e meados de 1990, inclusive sendo patrocinador de filme Um Príncipe em Nova York estrelado por Eddie Murphy.
No início da década de 2000, as operações no Brasil pós modismo declinaram. A Soft Sheen saiu do Brasil gerando um desabastecimento no mercado. Gerou com isso uma grande demanda por produtos falsificados fazendo a Grande marca da América perder prestígio e credibilidade.
A Soft Sheen hoje pertence ao maior grupo cosmético de beleza do mundo a Lóreal.